# Josep Coll i Britapaja
Josep Ignasi Clement Coll i Britapaja (Arecibo, 18 de desembre del 1840 - Barcelona, 9 de gener del 1904) va ser un compositor -especialment de sarsueles- i escriptor porto-riqueny.

## Biografia
Nascut a Puerto Rico, on havia emigrat el seu pare, Ignasi Coll i Casellas, natural de Mataró; la seva mare, Josefa Britapaja de Coll, era filla de Clemente Britapaja, emigrat espanyol que havia estat Tinent Justícia Major de la ciutat de Valencia de Veneçuela (Costa Firme) i enemic acèrrim de Simón Bolívar. Derrotat, abans de 1821 hom havia exiliat Britapaja a Puerto Rico, juntament amb la seva muller Juana Josefa de Sandoval é Hidalgo i els seus fills: Eufemia, Josefa (futura mare del compositor), i José Félix (futur padrí). Coll i Britapaja també tenia parentesc amb l'erudit porto-riqueny Cayetano Coll y Toste.
Coll i Britapaja es traslladà de ben jove a Barcelona. En aquesta ciutat estudià i es doctorà (1865) en dret administratiu, econòmic i civil. Molt aviat, però, es dedicà a la música per a l'escena. Estrenà i arranjà amb èxit revistes i altres espectacles musicals, tant en català com en castellà. Juntament amb Manuel Corchado dirigí la revista Las Antillas. Retornà a Puerto Rico per un temps (1879), i hi obrí un bufet d'advocat.
Retornat a la península el 1868, prengué part en diversos moviments polítics de caràcter federalista i lliberal i col·laborà en diverses publicacions (L'Aliança del poble, La Raó, El Federalista, La Flaca). A causa d'aquestes activitats, patí persecució i detencions. Abandonat el compromís polític actiu, reprengué la seva vocació musical amb la composició de gran quantitat d'obres de molt diversos gèneres, però sobretot sarsueles i altres obres per a l'escena, que li donaren molta popularitat. S'afegí a la colla d'en Frederic Soler Pitarra. Introduí a l'estat espanyol el teatre francès de Vaudeville amb la traducció i estrena a Barcelona i a Madrid diverses operetes del compositor francès Charles Lecocq.

## Obres
- Después del baile = After de ball, vals per a veu i piano, música de Josep Ribera i Miró
- Doña Baldomera: contradanza porto-riqueña (1877)
- La picadora: canción andaluza (1878), música de Guillermo Cereceda
- El sueño: vals de salón para soprano (1892), música de Francesc Pérez-Cabrero i Ferrater

### Sarsueles i altres obres líriques
- 1871. La muerte incivil: parodia (1871), en un acte
- 1871. Robinson Petit: tiberi d'espectacle cómich-líric-ballable, en dos actes. Estrenada al Teatre del Circ Barcelonès de Barcelona el 7 de desembre de 1871.
- 1872. De San Pol al Polo Nort, en tres actes. Estrenada al Teatre del Circ Barcelonès de Barcelona el 29 de novembre de 1872.
- 1873. Las cien doncellas: zarzuela bufa (1873), traducció de l'opereta de Charles Lecocq Les Cent Vierges, en tres actes. Estrenada al Teatre del Circ Barcelonès de Barcelona el 5 d'abril de 1873.
- 1873. La fantasma groga: caricatura romántich-caballeresca, música de Paul Lacôme, addicionada de Felip Pedrell, en tres actes. Estrenada al Teatre del Circ Barcelonès de Barcelona el 30 d'octubre de 1873.
- 1874. Ayolí-Ayolé, ó La mujer de dos maridos: zarzuela bufa, música de Charles Lecocq, en tres actes
- 1874. Giroflé-giroflá, traducció de l'opereta de Charles Lecocq, sarsuela en tres actes
- 1877. La voz pública: diario político, literario, musical y de noticias en una edición y varias secciones, música de Guillermo Cereceda
- 1879. L'Angeleta y l'Angelet: sarsuela còmica arreglada a l'escena catalana, en dos actes. Estrenada al Teatre del Circ Barcelonès de Barcelona el 15 de març de 1879.
- 1885. La Campana de Sarrià
- 1886. El País de la olla: panorama histórico en dos cristales y once vistas, sarsuela estrenada al Teatre Tívoli de Barcelona.
- 1888. Por una mosca
- 1888. El Juicio Final de España
- 1888. Las financieras
- 1888. Romamí, Romamá: zarzuela cómica, música de Charles Lecocq, en tres actes
- 1888. Venid, venid caritativos, ó España en Barcelona: intríngulis cómico-lírico, en un acte i cinc quadres
- 1890. Els Banys Orientals
- 1891. La gran feria: caricatura cómico-lírica, sarsuela en dos actes estrenada al Teatre Tívoli de Barcelona.
- Hotel Internacional: caricatura cómico-lírica, en dos actes
- Viaje al centro de la tierra
- La familia del mono